# Dadi Auto
Dadi Auto (Baoding Dadi) – chiński producent samochodów osobowych (głównie SUV-ów i pick-upów). Siedziba przedsiębiorstwa znajduje się w Baoding, w prowincji Hebei.